# Revizor (film, 1933)
Revizor je český film z roku 1933 v režii Martina Friče natočený na motivy hry Nikolaje Vasiljeviče Gogola Revizor, hlavní roli zde vytvořil Vlasta Burian (byl to jeho sedmnáctý film, ale první vážná role).

## Děj
V jednom ruském provinciálním městečku otevře poštmistr Špekin (Josef Rovenský) dopis pro místního hejtmana Antona Dmuchanovského (Jaroslav Marvan), a oznamuje, že přijede tajný revizor z Petrohradu, aby provedl revizi. Hejtman hned s představiteli města začne přemýšlet, jak město vylepšit, je celé prolezlé špínou, korupcí, útlakem a nepořádkem. Mezitím v místním hostinci žije na dluh úředník z Petrohradu Ivan Alexandrovič Chlestakov (Vlasta Burian) se sluhou Josefem (Václav Trégl), není to však revizor, je bez peněz a má hlad, protože mu hostinský (František Černý) odmítá dát jídlo. Díky jeho chování ho začnou statkáři Bobčinský (Josef Vošalík) a Dobčinský (Alois Dvorský) považovat za pravého revizora. Dozví se to hned celé město a hejtman okamžitě nechá město místní policií uklidit a všechno uvést do pořádku. Pak jede hejtman za Chlestakovem do hostince a vezme ho na prohlídku města. Chlestakov se hned nové role rád ujme a začne ze sebe dělat revizora a velkého pána. Po prohlídce města hejtman „revizora“ odveze do svého bytu, kde se Chlestakov vychloubá, kolik má peněz, kde všude byl a co jí. Odpoledne napíše svému příteli novináři do Petrohradu, jací to jsou „troubové“. Hned na to přijímá všechny představitele města, kteří jej prosí, aby se za ně přimluvil v Petrohradu, a dávají mu za to velké peníze. Večer hostinský uspořádá v hostinci velkou slavnost na revizorovu počest, kde Chlestakov pokukuje jedním očkem po hejtmanově ženě (Zdenka Baldová) a druhým po jeho dceři (Truda Grosslichtová). Zazpívá písničku a ukáže všem své kouzelnické schopnosti. Dobře se má i Chlestakovův sluha Josef. Ráno, když Chlestakov, hejtman, jeho žena a dcera přijdou domů, tak Chlestakov vyzná hejtmanově dceři lásku. Hejtman a jeho žena už chystají svatbu a už si to povídá celé město. Chlestakov si jde lehnout a tajně uteče se sluhou i s penězi oknem. Když pak představitelé města gratulují hejtmanově rodině, tak do pokoje vběhne poštmistr s dopisem od Chlestakova pro jeho přítele, ze které se dozví pravdu a hned na to zjistí, že podvodník utekl. V tom přijde voják (Martin Frič) a oznámí hejtmanovi a ostatním, že přijel pravý revizor…

## Obsazení
| Vlasta Burian       | úředník z Petrohradu Ivan Alexandrovič Chlestakov |
| Václav Trégl        | Chlestakovův sluha Josef                          |
| Jaroslav Marvan     | hejtman Anton Skvoznik Dmuchanovský               |
| Zdenka Baldová      | hejtmanova žena Anna Andrejevna                   |
| Truda Grosslichtová | hejtmanova dcera Marie                            |
| Theodor Pištěk      | soudce Lapkin Ťapkin                              |
| Václav Menger       | školní dozorce Chlopov                            |
| František Hlavatý   | dozorce dobročinného ústavu Zemljanika            |
| Josef Rovenský      | poštmistr Špekin                                  |
| Josef Vošalík       | statkář Petr Ivanovič Bobčinský                   |
| Alois Dvorský       | statkář Petr Ivanovič Dobšinský                   |
| František Černý     | hostinský                                         |
| Ferdinand Jarkovský | číšník                                            |
| Josef Gruss         | hejtmanův sluha                                   |
| Jan W. Speerger     | hejtmanův pobočník                                |
| Ella Nollová        | prosebnice, žena poddůstojníka                    |
| Eman Fiala          | zelinář                                           |
| Josef Waltner       | kapelník                                          |
| František Kreuzmann | major ve výslužbě Kostakovský                     |
| Přemysl Pražský     | četník                                            |
| Jan Marek           | učitel                                            |
| Marie Holanová      | služebná u hejtmanů                               |
| Josef Oliak         | měšťan                                            |

## Výroba a technické údaje
Zvukový černobílý film (zvukový systém Tobis-Klangfilm) o délce 64 minut byl natočen v ateliéru v Praze. Produkci vedl F. Jerhot, vyrobeno v ateliérech a laboratořich AB akc. filmové továrny-Barrandov.
- Literární poradce: Bohumil Mathesius
- Kostýmy: B. Gottlieb
- Hudba: Jára Beneš, texty písní: Jarka Mottl
- Zadal: Meissner film, Praha II. Václavské nám. palác Stýblo.